# Памятный знак «5 лет Вооружённых сил Украины»
Памятный знак «5 лет Вооружённых сил Украины» - ведомственный памятный знак Министерства обороны Украины, учреждённый на основании приказа министра обороны Украины от 2 декабря 1996 года за № 370 в ознаменование празднования 5-летия образования Вооружённых Сил Украины.

## Положение
Памятным знаком награждаются представители офицерского состава, которые служат в Вооружённых Силах Украины и принимают активное участие в строительстве Вооружённых Сил независимой Украины.
Награждение производится в честь 5-летия образования Вооружённых Сил Украины.
Памятный знак вручается по представлению командира части, направленного в Главное управление кадров Министерства обороны Украины.
Дубликаты памятного знака не изготавливаются и на замену утраченным не выдаются.

## Описание знака
Памятный знак изготавливается из алюминия и имеет овальную форму, в верхней части которого находится элемент малого Государственного герба Украины.
В центре знака изображена римская цифра «V» белого цвета на голубом фоне.
Овал обрамлён с обеих боков лавровым венком, обвитом лентой в три части: одна внизу и по одной по бокам. На ленте внизу надпись «Збройні Сили України». На боковых лентах обозначены года: 1991 на левой и 1996 - на правой.
Под римской цифрой «V» изображено два меча остриями вверх, а рукояти мечей выходят за овал.
Все изображения рельефные.